# Mike Le Mare
Mike Le Mare (* 31. Oktober 1938 in den USA; † 19. Oktober 2020) war ein US-amerikanischer Tontechniker.

## Leben
Le Mare begann seine Karriere Anfang der 1960er Jahre und hatte sein Spielfilmdebüt 1960 mit Federico Fellinis Filmklassiker Das süße Leben. Mit Michelangelo Antonionis Blow Up war er 1966 an einem weiteren Klassiker der 1960er Jahre beteiligt. 1983 erhielt er für Das Boot zwei Nominierungen für den Oscar, in den Kategorien Bester Ton und Bester Tonschnitt. Beide Auszeichnungen gingen in diesem Jahr jedoch an Steven Spielbergs E.T. – Der Außerirdische.
Le Mare arbeitete lange mit dem Regisseur John Frankenheimer zusammen. Zwischen 1989 und 2002 wirkte er an zehn von dessen Filmen mit, beginnend mit Dead Bang – Kurzer Prozess. Zu weiteren gemeinsamen Filmen zählen unter anderem Verliebt in die Gefahr, Ronin und Wild Christmas. Er zog sich 2006 aus dem Filmgeschäft zurück; seine letzte Arbeit war der Coming-of-Age-Film Whirlygirl von Jim Wilson.

## Filmografie (Auswahl)
- 1960: Das süße Leben (La dolce vita)
- 1966: Blow Up (Blowup)
- 1967: Zirkus des Todes (Berserk!)
- 1972: Die Schatzinsel (Treasure Island)
- 1974: Der Mann aus Metall (Who?)
- 1978: Verstecktes Ziel (Brass Target)
- 1981: Das Boot
- 1984: Die unendliche Geschichte
- 1984: Terminator (The Terminator)
- 1985: Enemy Mine – Geliebter Feind (Enemy Mine)
- 1988: Bloodsport
- 1990: Powerplay (The Fourth War)
- 1993: Body Snatchers – Angriff der Körperfresser (Body Snatchers)
- 1996: DNA – Die Insel des Dr. Moreau (The Island of Dr. Moreau)
- 1998: Ronin
- 2001: Die Macht des Geldes (Net Worth)
- 2003: 11:14

## Auszeichnungen (Auswahl)
- 1983: Oscar-Nominierung in der Kategorie Bester Ton für Das Boot
- 1983: Oscar-Nominierung in der Kategorie Bester Tonschnitt für Das Boot